# 桓石生
桓石生（4世纪—404年），表字不詳，譙國龍亢（今安徽懷遠）人。東晉征西大將軍桓豁之子。桓石虔、桓石秀之弟。

## 生平
曾任司徒左長史，隆安年間遷任侍中，又歷任驃騎、太傅長史。會稽王世子司馬元顯將要討伐桓玄時，桓石生迅即致信桓玄，向其報知這個消息。桓玄亦因此事而感激桓石生。後來桓玄篡晉建楚，便封桓石生為前將軍、江州刺史。桓石生後來卒於任上。

## 延伸阅读
[在维基数据编辑]
 《晉書·卷074》，出自房玄齡《晉書》